# فيكتور بيلينكو
فيكتور إيفانوفيش بيلينكو (بالإنجليزية: Viktor Belenko)‏ (بالروسية: Виктор Иванович Беленко، ولد 15 فبراير/شباط عام 1947) هو طيار سوفييتي سابق انحاز إلى الغرب عندما كان يقود طائرته المقاتلة ذات طرازMiG-25 "Foxbat" وهبط في هاكوديت في اليابان. اعتبر جورج اتش. دبليو. بوش، مدير الاستخبارات المركزية في ذلك الوقت، ذلك الفرصة لفحص الطائرة عن قرب وأنها «صفقة استخباراتية» في صالح الغرب. أصبح بيلونكا لاحقاً مهندس فضاءٍ أمريكياً.

## النشأة والانشقاق
وُلد بيلونكا في نالتشيك، جمهورية روسيا الاتحادية الاشتراكية السوفيتية، لعائلة روسية (يذكر جواز سفره أن جنسيته روسية). كان الطيار بيلونكا ملازماً في فوج الطائرة المقاتلة 513، الجيش الجوي الحادي عشر، قوات الدفاع الجوية السوفييتية المتمركزة في تشوغويفكا في بريمورسكي كراي. في 6 سبتمبر/أيلول عام 1976 نجح في الانشقاق إلى الغرب مُحلّقاً بطيارته المقاتلة ذات الطراز MiG-25 "Foxbat" إلى هاكوديت، اليابان.
وكانت هذه المرة الأولى التي يتمكن فيها الخبراء الغربيون من إلقاء نظرة قريبة على الطائرة، وقد كشف ذلك عن العديد من الأسرار والمفاجآت. تسبب انشقاقه بأضرار كبيرة لسلاح الجو السوفييتي. مُنح بيلينكو حق اللجوء السياسي من قبل رئيس الولايات المتحدة جيرالد فورد، وتم إنشاء صندوق ائتماني له مما منحه حياة مريحة في السنوات اللاحقة. استجوبته الحكومة الأمريكية لمدة خمسة أشهر بعد انشقاقه، ووظفته كمستشار لعدة سنوات بعد ذلك. كان بيلينكو قد أحضر معه دليل الطيارة ذات الطراز MiG-25 "Foxba ظناً منه أنه سيساعد طياري الولايات المتحدة في تقييم واختبار الطائرة.
لم يكن بيلينكو الطيار الوحيد الذي انشق عن الاتحاد السوفييتي بهذه الطريقة، كما أنه لم يكن أول من ينشق عن كتلة الاتحاد السوفييتي. ربما كان على دراية بسياسة الولايات المتحدة في منح جوائز نقدية كبيرة للطيارين المنشقين عن البلدان الشيوعية. في مارس/آذار ومايو/أيار عام 1953 حلق طيارين من سلاح الجو البولندي بطائرات من طراز MiG-15s إلى الدنمارك.
في وقت لاحق من عام 1953، حلّق طيّار من كوريا الشمالية اسمه نو كوم سوك بطيارته ذات طراز MiG-15 إلى قاعدة جوية أمريكية في كوريا الجنوبية، هذه الطيارة موجودة في المجموعة الدائمة للمتحف الوطني للقوات الجوية الأمريكي ومعروضة مع وسم مالكها الأصلي.
لاحقاً، حلّق الكابتن السوفييتي ألكسندر زويف بطيارته ذات طراز MiG-29 إلى طرابزون، تركيا في 20 مايو عام 1989. أرجعت طيارة MiG-29 تلك على الفور إلى الاتحاد السوفييتي.

## آثار الحادثة
كان وصول طائرة MiG-25 إلى اليابان مفاجأة للمخططين العسكريين الغربيين. في البداية سمحت الحكومة اليابانية للولايات المتحدة بفحص الطائرة وإجراء اختبارات أرضية للرادار والمحرك فقط، لكنها لاحقاً دعت الولايات المتحدة لفحص الطائرة على نطاق واسع. تم تفكيكها لهذا الغرض في اليابان. تم نقل الطائرة بواسطة طائرة شحن من طرازC-5 Galaxy تابعة للقوات الجوية الأمريكية من هاكوداتي إلى قاعدة هياكوري الجوية في 25 سبتمبر/أيلول، وخلال ذلك الوقت قرر الخبراء أن الطائرة كانت طائرة اعتراضية وليست قاذفة، مما كان بمثابة طمأنة لمخططي الدفاع اليابانيين.
رتبت الحكومة اليابانية خطة في 2 أكتوبر لإعادة الطائرة في صناديق من ميناء هيتاتشي وإرسال قائمة الحساب للسوفييت بمبلغ 40.000 دولار أمريكي عن تكاليف خدمات الشحن والأضرار التي لحقت بالمطار في هاكوديت. حاول السوفييت دون جدوى أن يفاوضوا على إعادتها عبر واحدة من طائراتهم من طرز Antonov An-22 وحاولوا تنظيم تفتيش دقيق للصناديق ولكن اليابان رفضت كلا الطلبين وفي النهاية استسلم السوفييت لشروط اليابانيين في 22 أكتوبر. تم نقل الطائرة من هياكوري إلى ميناء هيتاتشي في 11 نوفمبر/تشرين الثاني على متن قافلة من المقطورات. غادرت سفينة الشحن السوفييتية حاملةً 30 صندوقاً في 15 نوفمبر عام 1976 ووصلت بعد ثلاثة أيام إلى فلاديفوستوك. سُمح لفريق من التقنيين السوفييت برؤية المجموعات المفككة في هيتشاي وبناءً عليه وجدوا 20 جزءاً مفقوداً. كان أحدها فيلماً عن الرحلة إلى هاكوديت. حاول السوفييت فرض رسوم على اليابانيين بمقدار 10 ملايين دولار أمريكي. لم يدفع أي من اليابانيين أو السوفييت فواتيرهم.
وصف دبلوماسي كبير الموقف السوفييتي بأنه «غضب بشأن القضية بأكملها». وخَلُصت وكالة الاستخبارات المركزية في ذلك الوقت إلى أن «كلا البلدين يبدو متلهفاً لوضع المشكلة خلفهما» وخمّنت أن السوفييت كانوا يترددون في إلغاء سلسلة من الزيارات الدبلوماسية وذلك لأنه «يمكن على الأرجح إتمام بعض الأعمال المفيدة ولأن الاتحاد السوفييتي بوضعه السياسي الحرج في طوكيو لا يمكنه أن يتحمل الإخفاقات في التعاون الاقتصادي الياباني السوفييتي.»

## الحياة بعد الانشقاق في الولايات المتحدة
في عام 1980 سنّ الكونغرس الأميريكي مشروع قانون برقم 2961 بمنح الجنسية لبيلينكو. أُقِرّ القانون من قبل الرئيس جيمي كارتر في 14 اوكتوبر عام 1980 كقانون خاص 96-62.
بعد انشقاقه شارك في كتابة سيرته الذاتية لعام 1980 بعنوان «طيار الميغ: الهروب النهائي للملازم بيلينكو» إلى جانب جون بارون الكاتب في مجلة ريدرز دايجست.
أثناء إقامته في الولايات المتحدة تزوج بيلينكو معلمة موسيقى من شمال داكوتا اسمها كارول وأصبح والداً لطفلين، توم وبول. وقد طلّق في وقت. لديه ولد أيضاً من زواجه الأول. لم يطلق بيلينكو زوجته الروسية. بعد انهيار الاتحاد السوفييتي زار موسكو في عام 1995 للعمل.
لا يظهر بيلينكو في المقابلات التلفزيونية إطلاقاً. مع ذلك، صرح في مقابلة قصيرة ووجيزة مع المحامين في عام 2000 حيث كان يلتقط الصور ويجيب على الأسئلة، أنه كان سعيداً في الولايات المتحدة مشيراً إلى أن «الأمريكيين لديهم تسامح فيما يتعلق بآراء الناس الآخرين. ففي بعض الثقافات، إن لم تقبل الاتجاه السائد للآراء، سيتم طردك خارجاً أو قد تختفي. هنا لدينا الناس الذين يحتضنون الأشجار وبالمقابل هناك أناس يريدون قطعهم وهم يعيشون جنباً إلى جنب.»
نشر الاتحاد السوفييتي مراراً قصصاً كاذبة عن مقتل بيلينكو في حاث سيارة، وعودته إلى روسيا واعتقاله وإعدامه أو تقديمه إلى العدالة.